# 泰州引江河
泰州引江河位于中国江苏省泰州市与扬州市江都区交界处，南通过高港水利枢纽与长江相连，向北至泰州市西北郊与新通扬运河相连，沿途与北箍江河、浦头河、周山河、东风河、通扬运河相交，全长24公里，是一条以引水为主，兼有灌溉、排涝、航运、生态、旅游等综合效益的人工河道。泰州引江河最早开挖于1958年，1995年复工，1999年河道、桥梁、枢纽三项主体工程竣工，投入运行。今泰州引江河是南水北调工程的一个引江口门，也是里下河水网的一条抽排涝水入江的出路，同时也是沟通里下河水网及中国东部沿海地区的航运通道。2003年，泰州引江河入选中国国家水利风景区。